# Marco Emilio Escauro
Marco Emilio Escauro (163 a. C. - 89 a. C.) fue un político romano. Se le ha considerado uno de los políticos con más talento e influencia de su tiempo. A lo largo de su carrera política, Escauro fue el líder de la facción aristocrática y conservadora del Senado.

## Orígenes
Escauro nació en una familia patricia, aunque empobrecida en ese tiempo. Con el fin de mantener el nivel de vida familiar, su padre se vio obligado a ejercer de carbonero. Su herencia se redujo a seis esclavos y treinta y cinco mil ases. Sin embargo, Escauro por su parte rechazó ejercer ningún tipo de actividad comercial (prohibida para los senadores) y decidió dedicarse al estudio de la elocuencia, con la esperanza de embarcarse en la vida política.

## Cursus honorum
Su cursus honorum comenzó como tribuno militar en las provincias hispanas. Probablemente su primera campaña fue la guerra contra Numancia. Después sirvió bajo el mando del cónsul Lucio Aurelio Orestes en Sardinia en el año 126 a. C. 
Después consiguió el cargo de edil curul en 123 a. C., a cargo de la organización de los juegos, y posteriormente fue elegido pretor en 119 a. C.
A pesar de su incipiente carrera, parece que Escauro ya había alcanzado una gran influencia en los círculos de poder, ya que Salustio lo menciona como uno de los personajes destacados cuando Adherbal llegó a Roma en 117 a. C. para pedir ayuda contra Yugurta; y fue uno de los pocos que no aceptó los sobornos del rey de Numidia.

## Consulado
Fue candidato a cónsul para el año 116 a. C. pero no fue elegido; finalmente, al año siguiente, fue elegido para el consulado en el año 115 a. C., junto con Marco Cecilio Metelo, quien fue elegido con menor número de votos y, por lo tanto, era su colega junior. Obtuvo un triunfo por sus victorias frente a varias tribus alpinas. Aurelio Víctor dice que derrotó a ligures y gantiscos, y los Fastos Capitolinos lo hacen triunfador sobre galos y carnis. Fue autor de dos leyes: una lex Aemilia sumptuaria y una lex Aemilia de libertinorum sufragiis.

## Senatus Princeps
Ese mismo año fue nombrado senatus princeps por los censores en el cargo, Lucio Cecilio Metelo Diademato y Cneo Domicio Enobarbo, honor que desempeñó hasta su muerte.
Como líder del Senado, se encargó de muchas actividades de índole diplomática. Fue enviado en varias ocasiones a llegar a acuerdos en los conflictos con reyes extranjeros. 
En 112 a. C. formó parte de una comisión senatorial desplazada a Numidia para poner fin a las disputas entre Yugurta, que había arrebatado por la fuerza a Adherbal la parte del reino asignado por los romanos y que ahora lo tenía asediado en Cirta. Pero Yugurta, aunque trató a Escauro con gran respeto, no levantó el asedio y cuando conquistó la ciudad, hacia final del año, mató a Adherbal. 
Debido a ello, Roma declaró la guerra a Yugurta un año después. La dirección de ésta fue encargada al cónsul de 111 a. C. Lucio Calpurnio Bestia, el cual nombró a Escauro como legado, quien mantuvo conversaciones con Yugurta para concluir una paz muy favorable para este último.
Este hecho provocó gran indignación a Roma y el senado aprobó una rogatio del tribuno de la plebe Gayo Mamilio en 110 a. C., que creaba una comisión para investigar a todos aquellos que habían recibido sobornos. Escauro era culpable pero gracias a su influencia fue nombrado uno de los tres cuestores, que fueron elegidos en el marco del proyecto de ley, con el propósito de perseguir a los criminales. Pero a pesar de sus esfuerzos, no pudo salvar a ninguno de sus cómplices, incluyendo Bestia.

## Censura
En el año 109 a. C., fue elegido en el cargo de censor, el más alto del cursus honorum, junto con Marco Livio Druso, quien murió al año siguiente. Escauro, según la costumbre, tenía que dimitir de su cargo inmediatamente, pero él continuó en sus funciones hasta que los tribunos le obligaron a renunciar bajo amenaza de encarcelamiento. 
Como censor, ordenó la construcción de la Vía Emilia y restauró varios puentes, entre ellos el Mulvio.

## Curator annonae
Pontífice desde el año 123 a. C., en el año 104 a. C. se convirtió en el curator annonae, el responsable para el suministro de grano a Roma, lo que molestó al prefecto de Ostia, Apuleyo Saturnino, que quería ese cargo para él mismo ya que el reparto de grano era sin duda un cargo de gran importancia que sólo se concedía a las personas con mayor grado de confianza, dado que de él dependía la felicidad de la población y, en consecuente ausencia, de revueltas. Debido a esto hubo una gran hostilidad entre los dos hombres durante los siguientes cuatro años. 
En 104 a. C. se opuso a la elección de Cneo Domicio Enobarbo por el colegio de augures, del cual era miembro y Enobarbo lo acusó de maiestas (traición), pero Escauro fue absuelto por el voto de treinta y tres de las 35 tribus. 
En 91 a. C. fue acusado por Quinto Servilio Cepión de repetundae, al apropiarse de dinero público durante una embajada en Asia, y Escauro respondió con una contraacusación a Cepión. Este último en desquite indujo al tribuno Quinto Vario a acusar Escauro, al año siguiente, en 90 a. C., de incitar los aliados itálicos a la revuelta, pero su apoyo popular era muy alto y finalmente el tribuno tuvo que retirar la acusación.
Considerado norte y honra de la República Romana, al enterarse de que el ejército romano había sido derrotado por los cimbrios en los pasos alpinos y de que los supervivientes, después de haber abandonado a su suerte al cónsul Quinto Lutacio Cátulo, volvían llenos de terror a Roma, envió unos emisarios para que le dijeran a su hijo:

Con más gusto acudiría a recoger tus huesos si hubieras muerto en el campo de batalla, que verte deshonrado con tan vergonzosa huida. Así pues, si aún queda un poco de vergüenza en tu corazón, evita tu presencia al padre al que has infamado.

El joven, al recibir el mensaje, se hundió su propia espada en el pecho.
Su carrera política se vio favorecida, sobre todo, por su matrimonio en segundas nupcias con Cecilia Metela, que posteriormente fue la tercera esposa de Lucio Cornelio Sila. De este matrimonio tuvo dos hijos y una hija:
- Emilia, segunda esposa de Pompeyo.
- Marco Emilio Escauro, segundo esposo de Mucia Tercia, hija del pontifex maximus, Quinto Mucio Escévola.
- Emilio Escauro el Joven, quien se suicidó al ser derrotado por los cimbrios.

## Semblanza
Salustio, que no simpatizaba precisamente ni con Escauro ni con los conservadores, lo describe en La guerra de Yugurta (XV) como "hombre noble, activo, intrigante, ávido de poder, honores y riquezas, pero hábil para ocultar sus vicios". Añade en el capítulo XXVIII que "estaba adornado de muchas bellas prendas de ánimo y de cuerpo, sólo que su avaricia lo echaba a perder todo. Era sufridor de los trabajos, de ingenio perspicaz, de bastante prudencia, perito en el arte militar y de gran presencia de ánimo en los peligros y acechanzas." Y finaliza en el XXIX señalando que, junto con su socio consular Calpurnio Bestia, ante la gran cantidad de dinero que le ofrecía Yugurta "abandonó el bien y la honradez y se lanzó a la depravación".
Tanto Cicerón como Salustio se refieren a Escauro con cierta frecuencia, señalando sus cualidades oratorias. Escribió unas memorias De vita sua en tres libros que por desgracia se han perdido. Fue también una destacada personalidad del mundo financiero.